# Manushi Chhillar
Manushi Chhillar (sinh ngày 14 tháng 5 năm 1997) là một diễn viên, người mẫu và hoa hậu người Ấn Độ đã đăng quang Hoa hậu Thế giới 2017. Cô đại diện cho bang Haryana tại Hoa hậu Ấn Độ 2017 và cô đã đăng quang. Chhillar là người đẹp Ấn Độ thứ 6 đăng quang Hoa hậu Thế giới. Cô bắt đầu sự nghiệp với vai diễn Sanyogita trong bộ phim cổ trang Samrat Prithviraj (2022)